# Michał Gołębiowski
Michał Antoni Gołębiowski (ur. 6 stycznia 1989 w Nowym Targu) – polski pisarz, prozaik i eseista, historyk i teoretyk literatury, tłumacz; doktor nauk humanistycznych, członek Stowarzyszenia Pisarzy Polskich.

## Życiorys
Jest związany z rodzinnym Podhalem. 
Do swoich wczesnych inspiracji zalicza egzystencjalizm Jeana-Paula Sartre’a, myśl Blaise’a Pascala oraz filmy Michelangelo Antonioniego i Jeana-Luca Godarda. W 2020 roku obronił na Wydziale Polonistyki Uniwersytetu Jagiellońskiego pracę doktorską na temat wczesnego chrześcijaństwa pisaną pod kierunkiem Wacława Józefa Waleckiego.
Od 2022 roku redaktor pisma „Christianitas”, a w latach 2023–2025 także „Nowych Książek”. Publikuje na łamach „Więzi”, „Arcanów”, „Aletei”, „Teologii Politycznej”, „Nowej Konfederacji”, „Pressji”, „Ruchu Literackiego”.
W 2022 roku otrzymał Nagrodę Specjalną Identitas za książkę Bezkres poranka.
Jest członkiem Stowarzyszenia Pisarzy Polskich.
Prywatnie miłośnik muzyki The Who, Grateful Dead, Quicksilver Messenger Service i Moby Grape, którą często wplata do swojej twórczości. Deklaruje się jako katolik.

## Twórczość

### Proza
Jako powieściopisarz zadebiutował w 2024 roku, wydając Dalej tylko pola, osadzoną w realiach Orawy i Podhala tzw. „powieść drogi” czy „powieść kontemplacyjną”, która przyjmuje medytacyjny styl narracji.

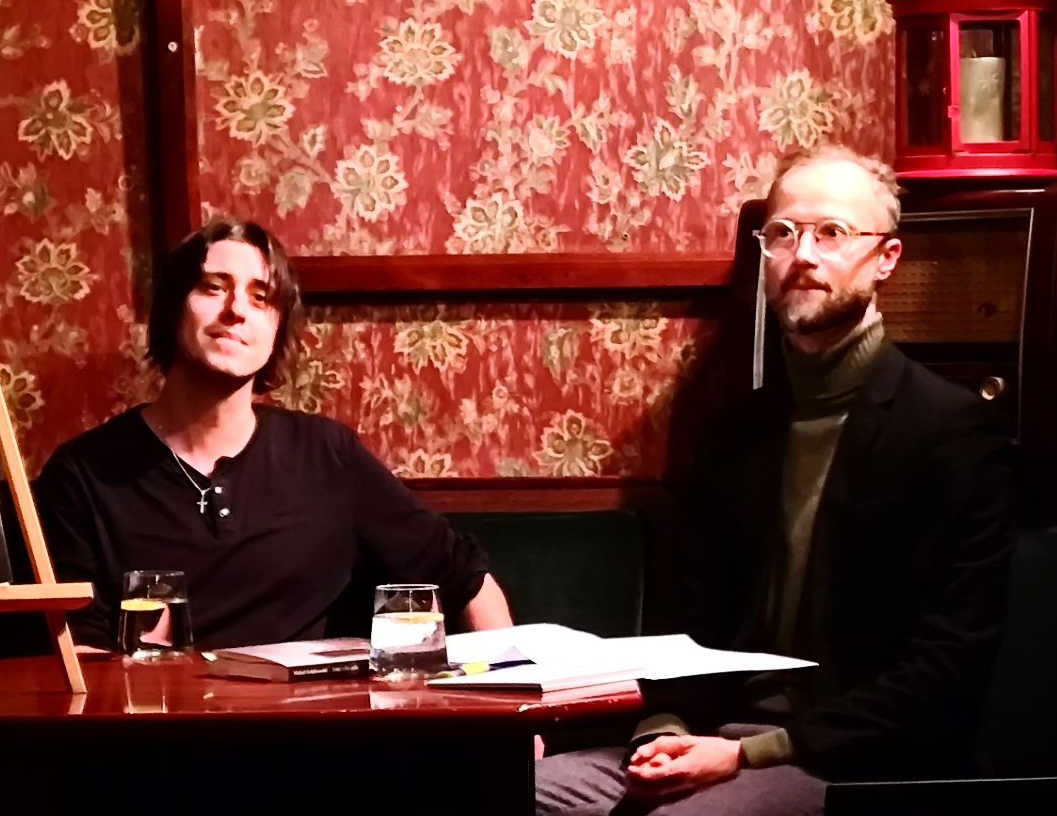
Michał Gołębiowski i Ireneusz Staroń, Kraków 2024

### Eseistyka i przekłady
Zajmuje się problematyką kontrkultury, ze szczególnym uwzględnieniem ruchu hipisowskiego. W esejach odwołuje się do patrystycznego podejścia do kultury, zwłaszcza do idei capax Dei („otwartości na transcendencję”), logos spermatikos („ziaren zbawienia”) oraz anima naturaliter christiana („duszy ludzkiej, będącej z natury chrześcijańską”). Maciej Urbanowski określił ją jako „wyrafinowaną, także stylistycznie”, klasyfikując ją jako kulturową propedeutykę do wiary chrześcijańskiej. Zauważono w niej również „medytacyjność” stylu, „esse-istyczność” (od łacińskiego terminu esse oznaczającego istotę rzeczy), „spokojną frazę, szerokość spojrzenia, otwartość, a nie wykluczenie”.
Tłumaczy poezję angielską i amerykańską (m.in. Alfreda Tennysona, Henry’ego Wadswortha Longfellowa, Boba Dylana), teksty piosenek rockowych (m.in. Pete Townshend, Carole King, Robert Hunter) i nowożytną poezję religijną (m.in. George Parsons Lathrop), a także współtworzy projekt przekładowy łacińskich hymnów brewiarzowych. W 2022 roku współpracował przy powstawaniu pierwszego tomu Breviarium kanonu kultury. Jest autorem zawartego w nim dodatku, który zawiera wybór literatury polskiej oraz niektórych przekładów średniowiecznej poezji łacińskiej.
Jest miłośnikiem kultu maryjnego oraz hezychazmu. Kilkukrotnie pisał o swoim nawróceniu religijnym mającym miejsce we wczesnej dorosłości.
W 2021 roku został koordynatorem podzespołu ekspertów ds. podręczników do języka polskiego w ramach zespołu powołanego w Ministerstwie Edukacji i Nauki przez Przemysława Czarnka, w którego skład weszli Bogusław Dopart (UJ) oraz Paweł Milcarek (UKSW).

## Książki

### Proza
- Dalej tylko pola, Dębogóra 2024, ISBN 978-83-67316-59-0

### Eseistyka
- Niewiasta z perłą. Szkice o Maryi Pannie w świetle duchowości katolickiej, Kraków 2018, ISBN 978-83-7354-765-0
- Bezkres poranka. O teologii poetyckiej i teologiach kontrkultury, Kraków 2020, ISBN 978-83-8205-068-4 – Nagroda Specjalna Identitas, 2022
- Słodka ziemia. O kulturze wyczerpania i powrotach nadprzyrodzoności, Kraków 2023, ISBN 978-83-8205-229-9

### Studia naukowe
- Małżeństwo Józefa i Maryi w literaturze i piśmiennictwie staropolskim doby potrydenckiej, Kraków 2015, ISBN 978-83-7624-168-5
- Nagość w kulturze (red., wraz z Łukaszem Wróblewskim i Justyną Siwiec), Kraków 2017, ISBN 978-83-233-4289-2
- Ojcowie Kościoła i dylematy religijności wczesnonowożytnej, Kraków 2021, ISBN 978-83-7624-175-3